# 582 a.C.
Séculos: (Século VII a.C. - Século VI a.C. - Século V a.C.)

## Eventos
- Data tradicional da fundação dos Jogos Píticos, em Delfos.

## Nascimentos
- Pitágoras, filósofo e matemático grego (nascido em Samos), mais conhecido pelo célebre teorema que ostententa o seu nome.